# Egy keleti nemes portréja (festmény)
Az Egy keleti nemes portréja Rembrandt 1632-ben alkotott műve, amely a "A nemes szláv" vagy "Férfi fantasztikus öltözetben" néven is ismert. Az olajfestmény a New York-i Metropolitan múzeumban található.

## A mű keletkezése
Rembrandt 1631-32 telén Leidenből Amszterdamba költözött. Ekkor már ismert festő volt, éppen ez tette számára anyagilag lehetővé, hogy a nagyvárosba helyezze át műtermét.
Már 1627-től festett nagyobb portrékat idősebb uraságokról, jellegzetes megvilágításban. A kor szokása volt – Hollandia egyre erősödő távoli kereskedelmi és diplomáciai kapcsolatai nyomán is –, hogy a festők képzeletbeli, keleties öltözetben örökítették meg modelljeiket. Ennek a vászonnak a méretei és drámaisága azonban példátlan.

## A mű
A mű előzményei között említik az Idős férfi aranylánccal c. alkotást (Chicago, Art Institute). Az a tény, hogy a kép szinte egy időben készült a Dr. Tulp anatómiája (1632) című mozgalmas csoportképpel, azt bizonyítja, hogy Rembrandt képes volt párhuzamosan különböző stílusokban is alkotni a tárgy függvényében – és a megrendelő kívánságaihoz alkalmazkodva.
A kép hatásának egyik titka, hogy a szemlélő nézőpontja alacsonyan helyezkedik el, és így a portré domináns benyomást kelt. A vászon méretei is tekintélyesek: 152,7x111,1 cm.
Különösen érdekes, hogy a festő milyen részletességgel ábrázolja a ruházatot, és azon belül is a turbánt.
A képnek adott különböző címek - amint az festményeknél oly gyakori - későbbi, a művészettörténészek által kreált romantikus találgatások. Az a vélemény sem állhatja meg a helyét, hogy a modell Rembrandt apja volt, mert ő már két évvel korábban elhunyt.